# 스푸트니크 2호
스푸트니크 2호(러시아어: Спутник-2)는 1957년 11월 3일에 발사된 소비에트 연방의 우주선 및 인공위성이다. 개를 태우고 발사되어 세계 최초로 생물이 실렸던 우주선이 되었으며, 이 성공은 유인 우주선의 가능성을 열게 되었다.

## 개요
|  |

스푸트니크 계획의 두 번째 기체이다. 1957년 10월 4일 발사에 발사된 스푸트니크 1호에 이어, 11월 3일 바이코누르 우주 기지에서 R-7 로켓에 의해 발사되었다. 스푸트니크 2호는 2개의 광도계 외에 원격 계측기와 개를 탑승시키기 위해 선실을 탑재하였다. 무게는 508kg으로 스푸트니크 1호보다 훨씬 무거워졌다. 위성의 궤도는 근지점 212km, 원지점 1,660km이며, 궤도주기는 103.7분이다. 스푸트니크 2호 발사 계획 책임자는 스푸트니크 1호 때와 마찬가지로 세르게이 코롤료프였다. 스푸트니크 2호는 스푸트니크 1호를 발사하는데 사용된 것과 유사하게 개조된 R-7 로켓에 의해 발사되었으며, 이 로켓은 8k71PS로 지정되었다.
스푸트니크 2호는 삼각형을 하고 있으며, 라이카라는 개가 실려 있었다. 따라서 우주선 내부를 밀폐상태로 유지할 수 있게 되어있었고, 내부에 생명 유지 장치가 붙어 있었다. 이밖에도 가이거 계수기 등의 장비도 탑재하고 있었다. 궤도에 도달한 뒤에는 노즈콘을 성공적으로 투하시켰어야 했으나, 계획대로 분리가 되지 않았다. 이것은 온도 제어 시스템의 작동을 저해하였다. 또한 절연체 일부가 찢어져 실내온도가 40 °C에 도달하게 되었다. 라이카는 이로 인한 더위와 스트레스 때문에 계획된 열흘이 아니라 단 몇 시간 밖에 살아남지 못했다.
스푸트니크 2호로부터의 통신은 11월 10일에 끊어졌고, 발사 162일 후인 1958년 4월 14일 대기권에 재돌입하여 소멸했다.

## 탑승견
라이카는 모스크바에서 떠돌던 개로, 우주비행 전에 충분한 훈련을 받았다. 개의 생리작용을 조사할 전극과 전선을 몸에 부착하고 협소한 장소에서 자고 일정한 시간에 식사를 하도록 훈련받았다.
발사후 장비이상으로 인한 산소공급중단과 온도 상승으로 발사 몇시간만에 질식사했다.

## 스푸트니크 2호와 밴 앨런대
스푸트니크 2호는 북쪽 고위도에서 지구 외부의 방사선 벨트를 감지하였지만, 높은 방사선 수치의 중요성을 깨닫지는 못했다. 호주에서 헤리 메셀 교수가 신호를 감청하였으나 소련은 암호를 제공하지 않았고, 호주는 데이터를 보내지 않았다.
1958년 스푸트니크 3호 때가 되어서야 그들은 협조하기 시작했고, 미국의 인공위성인 익스플로러 1, 3, 4호로 결과를 확인할 수 있었다.

## 같이 보기
- 우주 실험 동물